# Ernst (Nordgau)
Ernst († 865) war ein fränkischer Adliger des 9. Jahrhunderts. Er war Grenzgraf im bayerischen Nordgau, Vertrauter König Ludwigs des Deutschen, Schwiegervater von dessen Sohn Karlmann, und der wichtigste Mann in Bayern nach dem König selbst.

## Leben
Ernst war der Sohn von Ernst und Wartrun. Er ist erstmals für das Jahr 829 belegt und war wohl in dieser Zeit schon Grenzgraf des Nordgaus und wohl auch oberster Graf Bayerns. Im Jahr 849 wird er dux partium illarum genannt (mit illarum ist offenbar der Nordgau gemeint), als er an führender Stelle bei einem Feldzug gegen die Böhmen beteiligt war, 855 dann bei einem weiteren Feldzug gegen den gleichen Gegner als ductor des bayerischen Heeres. In Beziehung auf Ludwig den Deutschen wurde er als „der erste unter den Freunden des Königs“ bezeichnet.
Ernst hatte einen gleichnamigen Sohn, der 857 erstmals erwähnt wurde, sowie eine Tochter, deren Namen nicht bekannt ist und die im Jahr 861 mit Ludwigs Sohn Karlmann verheiratet war, dem damaligen Dux und späteren König von Bayern. Darüber hinaus war Ernst der Legende zufolge der Vater der heiligen Regiswindis.
In diesem Jahr 861 endete Ernsts Karriere. Er scheint an der Verschwörung Karlmanns gegen seinen Vater beteiligt gewesen zu sein, woraufhin ihm in diesem Jahr auf einem Hoftag in Regensburg der Prozess gemacht wurde. Er wurde am 6. April 861 wegen Untreue verurteilt, und seine Lehen wurden ihm entzogen. Ernst zog sich auf seine Eigengüter zurück und starb 865.
Dass er im Kloster Sankt Emmeram beerdigt wurde, wie oftmals zu lesen, ist nicht richtig, da sich der entsprechende Eintrag im Emmeramer Nekrolog auf einen um 1010 gestorbenen Grafen im Sualafeldgau gleichen Namens bezieht. Wahrscheinlicher ist, dass der Nordgaugraf Ernst im Jahr 865 auf der Burg Sulzbach, einem der wichtigsten Herrschaftszentren des Nordgaus im 8. bis 12. Jahrhundert, begraben wurde, wo bei Ausgrabungen 1999 möglicherweise dessen Grablege entdeckt wurde. Er starb offenbar ohne sein Ansehen eingebüßt zu haben, da er noch 863, also nach seiner Verurteilung, als venerabilis vir Ernst bezeichnet wird.
Außer Ernst wurden in jenem Prozess auch seine Neffen (nepotes) Udo, Berengar und Waldo aus der Familie der Konradiner verurteilt, so dass davon ausgegangen wird, dass Ernst durch eine Schwester ein Schwager des Grafen Gebhard im Lahngau war.